# Ça ne se refuse pas
Pour plus de détails, voir Fiche technique et Distribution.
Ça ne se refuse pas est un film dramatique français réalisé par Éric Woreth et sorti en 1998.

## Synopsis
Marthe est une ancienne reine de la nuit, qui doit trouver une importante somme d'argent pour régler une dette de jeu au risque de perdre sa vie.

## Fiche technique
- Titre français : Ça ne se refuse pas
- Réalisation : Eric Woreth
- Scénario : Eric Woreth et Alain Adijes d'après le roman de Fredric Brown
- Photographie : Rémy Chevrin
- Montage : Pat Marcel
- Décors : Olivier Raoux
- Costume : Maurie-Laure Lasson
- Musique : Magic Malik
- Sociétés de production : Elzévir films
- Pays d'origine :  France
- Date de sortie : 1998

## Distribution
- Isabelle Renauld : Marthe
- Jean-Marc Barr : Alex
- Stéphane Rideau : le tueur
- Julie Gayet : Marlène Kardelian
- Frédéric Pierrot : Benny
- Daniel Duval : Carbone
- Didier Flamand : Marcus
- Jean-Marie Winling : Joe Amico
- Cécile Garcia-Fogel : Lola
- Vincent Winterhalter : Gauss
- Frédéric Pellegeay : Bols
- Dieudonné Kabongo : le noir
- Dan Herzberg : Foot